# Cassidinella incisa
Cassidinella incisa là một loài chân đều trong họ Sphaeromatidae. Loài này được Whitelegge miêu tả khoa học năm 1901.